# Rudolf Peppmüller
Rudolf Peppmüller (* 13. November 1843 in Minden; † 16. Juni 1911 in Halle (Saale)) war ein deutscher Klassischer Philologe, Pädagoge und Rektor in Seehausen und Stralsund.

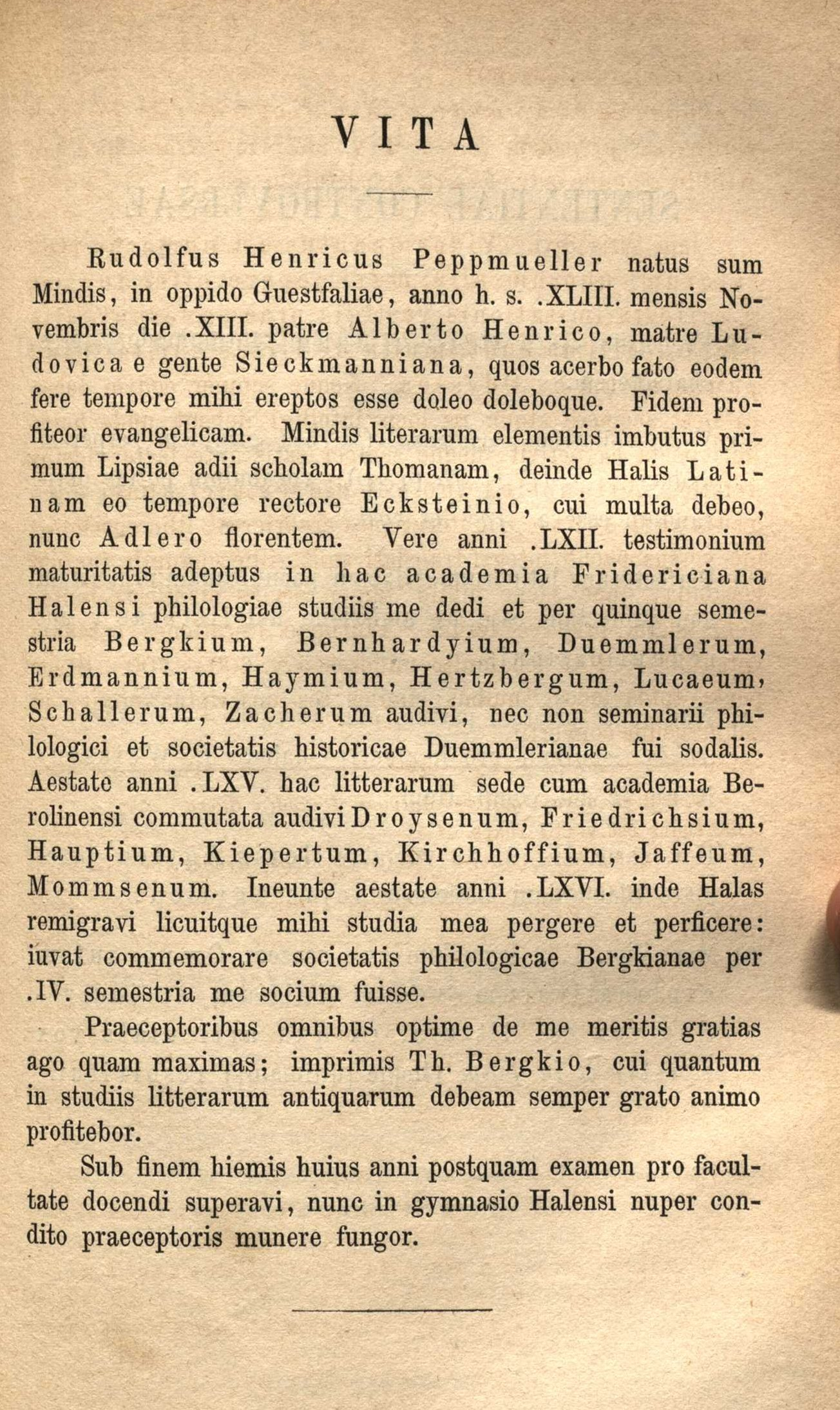
Rudolf Peppmüllers lateinischer Lebenslauf (Vita) in seiner Dissertation

## Leben
Nach erstem Unterricht in  Minden besuchte er ab 1852 die Thomasschule zu Leipzig. Ab 1862 studierte er Klassische Philologie an der Universität Halle, wo er 1868 zum Dr. phil. promoviert wurde. Seine erste Stelle als Lehrer erhielt er am neu gegründeten städtischen Gymnasium in Halle und wurde hier 1884 Oberlehrer.
1886 wurde er zum Direktor des städtischen Gymnasiums Seehausen berufen. 1889 ging er in gleicher Funktion an das Gymnasium Stralsund. Aus Krankheitsgründen ließ er sich 1904 in den Ruhestand versetzen und zog nach Halle.
Peppmüller verfasste zahlreiche philologische Schriften und Aufsätze in Fachzeitschriften und Schulprogrammen; Franz Kössler weist allein auf 47 Veröffentlichungen Peppmüllers hin.

## Werke
- De extrema Iliadis rhapsodia. Diss. Halle 1868
- Ueber die Composition der Klaglieder im vierundzwanzigsten Buch der Ilias. Halle: Niemeyer 1872
- Commentar des vierundzwanzigsten Buches der Ilias mit Einleitung: Als Beitrag zur Homerischen Frage. Berlin: Weidmann 1876
- Herausgeber von Theodor Bergk: Kleine philologische Schriften. 2 Bände 1884, 1886
- Theodor Bergks Leben. 1886
- Die Arndtfeier im Gymnasium zu Stralsund aus Veranlassung der Einweihung des Denkmals des Gefeierten am 2. September 1900. 1901